# Georges Wenger
Georges Wenger (* 10. November 1947 in Zürich) ist ein Schweizer darstellender Künstler, der vorwiegend mit den Techniken Druckgrafik, Fotografie, Ätzen, Mezzotinto, Radierung, Collagen und Malerei arbeitet. Sein bevorzugtes Trägermaterial sind Papiere in sehr unterschiedlichen Qualitäten, so beispielsweise Japanpapier. Er lebt und arbeitet in Diessenhofen.
Zumeist sind Fotografien, die er bereits seit seiner Kindheit gemacht hat, der Ausgangspunkt seines kreativen Schaffens. Sie dokumentieren «sein Interesse für die Umwelt und Naturphänomene». Seine Weltreise in jungen Jahren nach Japan hat ihm den Holzschnitt und die Kalligraphie näher gebracht. Zahlreiche Museen besitzen einen Teil seines Œuvres. 2018 erwarb das Victoria and Albert Museum in London sieben seiner Werke.

## Ausbildung und Werke
Wenger hat von 1964 bis 1968 an der Kunstgewerbeschule Zürich Typografie und Grafikdesign studiert. Nach einer kurzen Zeit als Art Director eines bekannten Modehauses verliess er 1972 seine Heimat und unternahm mit seiner damaligen Frau im VW-Bus eine Weltreise mit längeren Aufenthalten in Singapur, Japan, wo er für ein Jahr als Model eines Modemagazins posierte, Hawaii, San Francisco, Mexiko und Venezuela. Eine weitere bezahlte Tätigkeit war die Arbeit auf einer Bohrinsel.
1979 gewann Wenger bei der Internationalen Biennale für Miniaturradierungen den 1. Preis, und über 40 Jahre blieb der Tiefdruck Wengers wesentliches Beschäftigungsfeld, ohne die seine späteren, fein gearbeiteten Linolschnitte nicht realisierbar gewesen wären.
Nur fünf Jahre lang konnte er in seinem Atelierhaus mitten im Zürcher Weinland arbeiten, bevor dieses vollständig abbrannte. Fortan etablierte er sich in einer ehemaligen Fabrikhalle der Firma Rieter in Winterthur-Töss und arbeitete nicht mehr gegenständlich, sondern er erschuf «zunächst gestisch-expressiv, später monochrome, auf Blautönen basierende Kompositionen». Um die Jahrtausendwende gab er das Arbeiten mit den säurehaltigen und giftigen Substanzen, die für die Tiefdrucktechnik benötigt werden, auf. Stattdessen experimentierte er mit lichtempfindlichem Polymerfilm. Die Ergebnisse waren in ihrer Dreidimensionalität ähnlich eindrücklich wie sein herkömmliches Verfahren mit geätzten Kupferplatten. Zum fachlichen Austausch gründete er 2002 das Swiss Center for non-toxic Intaglio Printmaking. Seit diesem Jahr arbeitet er auch mit dem Schweizer Aktionskünstler Roman Signer zusammen.
Seine erste Gruppenausstellung war im Herbst 1978 in Curitiba, die erste Einzelausstellung 1996 in Bonstetten ZH. Zahlreiche weitere Institutionen wie beispielsweise 2020 Villa Flora (Winterthur), 2020–2021 Museum für Druckkunst in Leipzig und das Museum zu Allerheiligen in Schaffhausen und 2023–2024 La Mobilière in Nyon folgten. Sikart zählt bis 2023 insgesamt 36 Ausstellungen.